# Li Liweng
Li Liweng (李笠翁)/ Li Yu (李漁) (Jiangsu, 1611-1680), escritor e editor Chinês da Dinastia Qing.
Autor de  肉蒲團 , exaltava os prazeres da vida e o erotismo. Nos seus trabalhos, fala de temas como a homossexualidade ou o hedonismo.

## Links
- Tusquets Editores La edición de Tusquets en su catálogo.